# شهرزاد (فلم)
شهرزاد هو فيلم مصري تم إنتاجه عام 1946، تأليف فؤاد الجزايرلي ويوسف جوهر، وإخراج فؤاد الجزايرلي وبطولة حسين صدقي وإلهام حسين.

## فريق العمل
إخراج: فؤاد الجزايرلي
تأليف:
- فؤاد الجزايرلي
- يوسف جوهر

إنتاج: أفلام مصر الحديثة (حسين صدقي)
بطولة:
- حسين صدقي (السلطان شهريار)
- إلهام حسين (شهرزاد)
- سامية جمال (سحاب)
- منسي فهمي (الوزير)
- عبد العزيز خليل
- محمد الديب
- رياض القصبجي
- سعاد أحمد
- إستر شطاح
- نيللي مظلوم
- صلاح منصور
- لولا صدقي
- صالحة قاصين

## روابط خارجية
- مقالات تستعمل روابط فنية بلا صلة مع ويكي بيانات